# Народно позориште Источно Сарајево
Народно позориште Источно Сарајево, јавна је установа из области културе, основана од стране Владе Републике Српске, а почела је са радом 2022. године. Оснивањем Народног позоришта у Источном Сарајеву Република Српска је добила други национални театар, поред већ постојећег Народног позоришта Републике Српске смјештеног у Бањалуци.
Позориште као најмлађе професионално позориште у Републици Српској и Босни и Херцеговини, баштини богату и плодну историју позоришног живота сарајевских Срба и града Сарајева, а један од основних задатака као позоришта чији је оснивач Република дужно је да у својој програмској оријентацији посвети посебну пажњу домаћем драмском насљеђу.
Смјештено је у градској општини Источно Ново Сарајево у новом и модерном објекту изграђеном искључиво за потребе позоришне дјелатности. Налази се у улици Стефана Немање у самом центру градског језгра Источног Сарајева.
За првог директора Народног позоришта у Источном Сарајеву, именована је Александра Дамјановић.

## Историјат
Народно позориште Источно Сарајево иако најмлађи члан позоришне сцене у Републици Српској, баштини богату позоришну традицију сарајевских Срба, као и насљеђе првих година стварања институција Републике Српске, када су на територији тадашњег Српског Сарајева оснивана прва професионална позоришта у Републици Српској.
За исписивање страница позоришне умјетности у Сарајеву највећу заслугу су имали богати српски трговци, на челу са хаџи Максом Деспићем. У Максиној кући, на обали ријеке Миљацке изведене су прве професионалне представе у Сарајеву, чиме су сарајевски Срби ударили темеље образовању и стварању позоришне умјетности и институција позоришне умјетности у овоме граду. На идејама која је започео Максо Деспић, током аустроугарске окупације подигнут је прво Друштвени дом, који ће након ослобођења Сарајева и стварања Краљевине Срба Хрвата и Словенаца прерасти у Народно позориште, гдје ће свој ангажман наћи прве сарајевске глумице, Љубица Стефановић и Јелена Кешељевић, а бројна друга имена, углавном Срба, оставити неизбрисив траг у историји позоришне сцене Сарајева.
Након проглашења Републике Српске 9. јануара 1992. године, отпочео је процес формирања институција, првенствено оних централних, републичких. Како се наводи у Службеном гласнику српског народа у Босни и Херцеговини из јуна 1992. године, Влада Српске Републике Босне и Херцеговине је на сједници одржаној 7. јуна 1992. године донијела Одлуку о оснивању Народног позоришта Српске Републике Босне и Херцеговине као јавна установа у државној својини, са сједиштем у главном граду Српске Републике БиХ, Сарајеву.
Градско позориште у Српском Сарајеву је основано неколико дана пред потписивање Дејтонског мировног споразума, а понијело је назив Сарајевско српско позориште. Било је смјештено у Вогошћи и требало је да представља централну градску институцију у области позоришне умјетности. Општина Вогошћа, у сарадњи са Градом Српско Сарајево, иницирала је након одржавања првог Фестивала монодраме Српске у Хаџићима реконструкцију свог Културног центра у Сарајевско српско позориште.
На сједници Владе Републике Српске од 18. августа 2022. године, Влада је донијела одлуку о оснивању јавне установе на републичком нивоу у области позоришне умјетности, Народног позоришта Источно Сарајево.

## Изградња позоришта
Зграда Народног позоришта Источно Сарајево се градила дужи низ година, да би током 2022. године били завршени сви радови, а новоосновано позориште добило адекватне просторе за обављање позоришне дјелатности. Зграда се налази у самом центру урбаног дијела Источног Сарајева, непосредно уз централни градски трг и будући саборни храм Христа Спаситеља.

## Управа
За првог директора Народног позоришта у Источном Сарајеву, именована је Александра Дамјановић. Тренутно руководство Народног позоришта у Источном Сарајеву чине директор установе Јелена Крстић, умјетнички директор Зоран Тодоровић и технички директор Борко Мочевић.

## Продукција
Народно позориште у Источном Сарајеву је од самог почетка рада кренуло са властитом позоришном продукцијом. Поред активног позоришног репертоара који чине представе разних позоришта из државе и окружења, Народно позориште је извело и два ауторска пројекта.
Сценски омнибус „Глумац” је први ауторски пројекат у продукцији Народног позоришта у Источном Сарајеву, премијерно изведен 6. септембра 2024. године у оквиру обиљежавања крсне славе Града Источно Сарајево, Светог Петра Сарајевског. Комад се састоји од двије приче које кроз различите епохе виде судбину српских умјетника и њихове патње и страдања током ратних вихора. Главне улоге тумаче младе снаге домаћег глумишта Бојан Колопић, Филип Радовановић и Милан Димић.
Премијера прве представе, у продукцији Народног позоришта Источно Сарајево, комада „Стаклена менажерија” Тенесија Вилијамса у режији Слободана Перишића изведена је 13. децембра 2024. године, чиме је службено отворена прва сезона у раду Народног позоришта. Глумци који су чинили ансамбл прве представе Народног позоришта у Источном Сарајеву су били: Наташа Иванчевић, Дарко Стојић, Марија Новаковић и Милан Димић.